# Volleybal op de Paralympische Zomerspelen 2016 (mannen)
Het volleybaltoernooi voor mannen tijdens de Paralympische Zomerspelen 2016 in Rio de Janeiro 
vond plaats in het Riocentro waar tevens het vrouwentoernooi werd georganiseerd. 
Het toernooi bestond uit een groepsfase en een eindronde. De acht deelnemende teams waren verdeeld in twee groepen van vier. Binnen elke groep werd een halve competitie gespeeld waarna de beste twee teams van elke groep doorgingen naar de halve finales. Vanaf daar werd via een knockoutsysteem gespeeld, met een troostfinale om de derde plaats te bepalen.

## Gekwalificeerden
| Toernooi                                          | Datum                | Locatie   | Plaatsen | Gekwalificeerd             |
| ------------------------------------------------- | -------------------- | --------- | -------- | -------------------------- |
| Gastland                                          | –                    | –         | 1        | Brazilië                   |
| Wereldkampioenschappen 2014                       | 15 – 21 juni 2014    | Elbląg    | 2        | Bosnië en Herzegovina Iran |
| Aziatische kampioenschappen 2014                  | 18 – 24 oktober 2014 | Incheon   | 1        | China                      |
| Europese Kampioenschappen mannen 2015             | 2 – 7 oktober 2015   | Warendorf | 1        | Duitsland                  |
| Parapan-Amerikaanse Spelen 2015                   | 7 – 15 augustus 2015 | Toronto   | 1        | Verenigde Staten           |
| Afrikaanse Kampioenschappen 2015                  | 23 – 28 juli 2015    | Kigali    | 1        | Egypte                     |
| Paralympisch kwalificatietoernooi ParaVolley 2016 | 17 – 23 maart 2016   | Hangzhou  | 1        | Oekraïne                   |
| Totaal                                            |                      |           | 8        |                            |

### Selecties
| Bosnië en Herzegovina Adnan Kesmer Adnan Manko Armin Sehic Asim Medic Benis Kadric Dzevad Hamzic Ermin Jusufovic Ismet Godinjak Mirzet Duran Nizam Čančar Sabahudin Delalic Safet Alibasic     | Brazilië Wellington Platini Silva da Anunciação Levi César Gomes Renato de Oliveira Leite Rodrigo Alves de Mello Wescley Conceição de Oliveira Anderson Ribas da Silva Daniel Jorge da Silva Gilberto Lourenço da Silva Vagner Batista da Silva Fabricio da Silva Pinto Frederico Dória de Souza Carlos Jacó Valtrik Glemboski | China Li Ji Li LeiLi Mingfa Wang Shuo Xu Zengbing Zhang Lianglin Zhang Zhongmin Zou Canming Zhu Kebo                                                               | Duitsland Stefan Hahnlein Christoph Herzog Barbaros Sayilir Torben Schiewe Alexander Schiffler Jurgen Schrapp Heiko Wiesenthal Dominik Marcel Albrecht Lukas Schiwy Stefan Schu Mathis Tigler Martin Vogel                                 |
| | | | |
| Egypte Hesham Elshwikh Shaaban Khater Ashraf Abdalla Mohamed Zeid Ahmed Soliman Ahmed Amer Hossam Massoud Elsayed Moussa Abdelnaby Abdellatif Sabry Eid Mohamed Abouelyazeid Metawa Abouelkhir | Iran Mehrzad Mehravan Morteza Mehrzad Majid Lashkarisanami Davoud Alipourian Abolfazl Oliyaei Ramezan Salehihajikolaei Sadegh Bigdeli Meisam Ali Pour Hossein Golestani Isa Zirahi Arash Khormali Mahdi Babadi | Oekraïne Anatolii Andrusenko Petro Ostrynskyi Denys Bytchenko Oleksandr Drapak Ruslan Horyakin Oleksiy Kharlamov Dmytro Melnyk Maksym Petrenchuk Sergii Shevchenko | Verenigde Staten Eric Duda Chris Seilkop Benjamin Aman Roderick Dal Juan Green John Michael Douglas Kremer Edgardo Laforest J Dee Marinko Daniel Joseph Regan Jese Schag Joshua Edward Smith James Elliot Stuck Charles Freeman Swearingen |

## Groepsfase
| Legenda kleuren in de tabellen |
| ------------------------------ |
| Door naar de halve finales     |
| Spelen om de 5de plaats        |
| Spelen om de 7de plaats        |

### Groep A
Stand
| # | Ploeg            | Punten | Wedstrijden | Wedstrijden | Wedstrijden | Spelpunten | Spelpunten | Spelpunten | Sets | Sets | Sets  |
| # | Ploeg            | Punten | G           | W           | V           | W          | V          | Ratio      | W    | V    | Ratio |
| - | ---------------- | ------ | ----------- | ----------- | ----------- | ---------- | ---------- | ---------- | ---- | ---- | ----- |
| 1 | Egypte           | 3      | 3           | 0           | 6           | 9          | 4          | 2.250      | 267  | 234  | 1.141 |
| 2 | Brazilië         | 3      | 2           | 1           | 5           | 8          | 4          | 2.000      | 278  | 212  | 1.311 |
| 3 | Duitsland        | 3      | 1           | 2           | 4           | 6          | 8          | 0.750      | 280  | 288  | 0.972 |
| 4 | Verenigde Staten | 3      | 0           | 3           | 3           | 2          | 9          | 0.222      | 167  | 258  | 0.647 |

Wedstrijden
Alle tijden zijn lokale tijd (UTC −3:00).
| Datum      | Tijd  |                  | Score |                  | Set 1 | Set 2 | Set 3 | Set 4 | Set 5 |
| ---------- | ----- | ---------------- | ----- | ---------------- | ----- | ----- | ----- | ----- | ----- |
| 09-09-2016 | 10:00 | Brazilië         | 3 – 0 | Verenigde Staten | 25–14 | 25–17 | 25–14 |       |       |
| 09-09-2016 | 14:00 | Egypte           | 3 – 2 | Duitsland        | 18–25 | 21–25 | 25–22 | 25–14 | 15–7  |
| 11-09-2016 | 10:00 | Brazilië         | 2 – 3 | Egypte           | 18–25 | 25–13 | 23–25 | 25–10 | 13–15 |
| 11-09-2016 | 18:30 | Verenigde Staten | 3 – 2 | Duitsland        | 25–20 | 15–25 | 10–25 | 25–23 | 10–15 |
| 13-09-2016 | 14:00 | Egypte           | 3 – 0 | Verenigde Staten | 25–14 | 25–9  | 25–14 |       |       |
| 13-09-2016 | 20:30 | Duitsland        | 1 – 3 | Brazilië         | 26–24 | 23–25 | 18–25 | 12–25 |       |

### Groep B
Stand
| # | Ploeg                 | Punten | Wedstrijden | Wedstrijden | Wedstrijden | Spelpunten | Spelpunten | Spelpunten | Sets | Sets | Sets  |
| # | Ploeg                 | Punten | G           | W           | V           | W          | V          | Ratio      | W    | V    | Ratio |
| - | --------------------- | ------ | ----------- | ----------- | ----------- | ---------- | ---------- | ---------- | ---- | ---- | ----- |
| 1 | Iran                  | 3      | 3           | 0           | 6           | 9          | 0          | MAX        | 228  | 173  | 1.318 |
| 2 | Bosnië en Herzegovina | 3      | 2           | 1           | 5           | 6          | 3          | 2.000      | 206  | 184  | 1.120 |
| 3 | Oekraïne              | 3      | 1           | 2           | 4           | 3          | 8          | 0.375      | 237  | 265  | 0.894 |
| 4 | China                 | 3      | 0           | 3           | 3           | 2          | 9          | 0.222      | 216  | 265  | 0.815 |

Wedstrijden
Alle tijden zijn lokale tijd (UTC −3:00).
| Datum      | Tijd  |                       | Score |                       | Set 1 | Set 2 | Set 3 | Set 4 | Set 5 |
| ---------- | ----- | --------------------- | ----- | --------------------- | ----- | ----- | ----- | ----- | ----- |
| 10-09-2016 | 10:00 | Iran                  | 3 – 0 | China                 | 25–22 | 25–13 | 25–14 |       |       |
| 10-09-2016 | 20:30 | Bosnië en Herzegovina | 3 – 0 | Oekraïne              | 25–12 | 25–22 | 25–20 |       |       |
| 12-09-2016 | 14:00 | China                 | 2 – 3 | Oekraïne              | 28–26 | 25–23 | 23–25 | 22–25 | 14–16 |
| 12-09-2016 | 20:30 | Iran                  | 3 – 0 | Bosnië en Herzegovina | 25–17 | 25–22 | 25–17 |       |       |
| 14-09-2016 | 18:30 | Bosnië en Herzegovina | 3 – 0 | China                 | 25–14 | 25–22 | 25–19 |       |       |
| 14-09-2016 | 20:30 | Oekraïne              | 0 – 3 | Iran                  | 22–25 | 26–28 | 20–25 |       |       |

## Knock-outfase
Alle tijden zijn lokale tijd (UTC −3:00).

### 7de plaats
| Datum      | Tijd  |                  | Score |       | Set 1 | Set 2 | Set 3 | Set 4 | Set 5 |
| ---------- | ----- | ---------------- | ----- | ----- | ----- | ----- | ----- | ----- | ----- |
| 16-09-2016 | 13:30 | Verenigde Staten | 0 – 3 | China | 15–25 | 16–25 | 17–25 |       |       |

### 5de plaats
| Datum      | Tijd  |           | Score |          | Set 1 | Set 2 | Set 3 | Set 4 | Set 5 |
| ---------- | ----- | --------- | ----- | -------- | ----- | ----- | ----- | ----- | ----- |
| 16-09-2016 | 15:30 | Duitsland | 1 – 3 | Oekraïne | 21–25 | 25–22 | 19–25 | 23–25 |       |

### Finales
|  | Halve finale          | Halve finale          | Halve finale | Halve finale | Halve finale | Halve finale | Halve finale          |                       |        | Finale       | Finale       | Finale       | Finale       | Finale       | Finale       | Finale       |
|  |                       |                       |              |              |              |              |                       |                       |        |              |              |              |              |              |              |              |
|  | Egypte                | Egypte                | 23           | 16           | 20           |              |                       |                       |        |              |              |              |              |              |              |              |
|  | Bosnië en Herzegovina | Bosnië en Herzegovina | 25           | 25           | 25           |              |                       |                       |        |              |              |              |              |              |              |              |
|  | Bosnië en Herzegovina | Bosnië en Herzegovina | 25           | 25           | 25           |              | Bosnië en Herzegovina | Bosnië en Herzegovina | 21     | 25           | 18           | 15           |              |              |              |              |
|  |                       |                       |              |              |              |              |                       | Bosnië en Herzegovina | 21     | 25           | 18           | 15           |              |              |              |              |
|  |                       | Iran                  | Iran         | 25           | 21           | 25           | 25                    |                       |        |              |              |              |              |              |              |              |
|  | Brazilië              | Brazilië              | Iran         | 25           | 21           | 25           | 25                    | 20                    | 19     | 17           |              |              |              |              |              |              |
|  | Brazilië              | Brazilië              |              |              |              |              |                       | 20                    | 19     | 17           |              |              |              |              |              |              |
|  | Iran                  | Iran                  | 25           | 25           | 25           |              |                       |                       |        | Derde plaats | Derde plaats | Derde plaats | Derde plaats | Derde plaats | Derde plaats | Derde plaats |
|  |                       |                       |              |              |              |              |                       |                       | Egypte | Egypte       | 28           | 29           | 19           | 25           | 15           |              |
|  |                       |                       |              |              |              |              |                       |                       |        | Brazilië     | Brazilië     | 26           | 31           | 25           | 22           | 13           |

#### Halve finales
| Datum      | Tijd  |          | Score |                       | Set 1 | Set 2 | Set 3 | Set 4 | Set 5 |
| ---------- | ----- | -------- | ----- | --------------------- | ----- | ----- | ----- | ----- | ----- |
| 16-09-2016 | 18:30 | Egypte   | 0 – 3 | Bosnië en Herzegovina | 23–25 | 16–25 | 20–25 |       |       |
| 16-09-2016 | 20:30 | Brazilië | 0 – 3 | Iran                  | 20–25 | 19–25 | 17–25 |       |       |

#### Bronzen finale
| Datum      | Tijd  |        | Score |          | Set 1 | Set 2 | Set 3 | Set 4 | Set 5 |
| ---------- | ----- | ------ | ----- | -------- | ----- | ----- | ----- | ----- | ----- |
| 18-09-2016 | 09:30 | Egypte | 3 – 2 | Brazilië | 28–26 | 29–31 | 19–25 | 25–22 | 15–13 |

#### Finale
| Datum      | Tijd  |                       | Score |      | Set 1 | Set 2 | Set 3 | Set 4 | Set 5 |
| ---------- | ----- | --------------------- | ----- | ---- | ----- | ----- | ----- | ----- | ----- |
| 18-09-2016 | 12:35 | Bosnië en Herzegovina | 1 – 3 | Iran | 21–25 | 25–21 | 18–25 | 15–25 |       |

## Klassement
| rang   | land                  |
| ------ | --------------------- |
| Goud   | Iran                  |
| Zilver | Bosnië en Herzegovina |
| Brons  | Egypte                |
| 4      | Brazilië              |
| 5      | Oekraïne              |
| 6      | Duitsland             |
| 7      | China                 |
| 8      | Verenigde Staten      |

### Medaillewinnaars
| Goud | Zilver | Brons |
| --- | --- | --- |
| Iran Mehrzad Mehravan Morteza Mehrzad Majid Lashkarisanami Davoud Alipourian Abolfazl Oliyaei Ramezan Salehihajikolaei Sadegh Bigdeli Meisam Ali Pour Hossein Golestani Isa Zirahi Arash Khormali Mahdi Babadi | Bosnië en Herzegovina Adnan Kesmer Adnan Manko Armin Sehic Asim Medic Benis Kadric Dzevad Hamzic Ermin Jusufovic Ismet Godinjak Mirzet Duran Nizam Čančar Sabahudin Delalic Safet Alibasic | Egypte Hesham Elshwikh Shaaban Khater Ashraf Abdalla Mohamed Zeid Ahmed Soliman Ahmed Amer Hossam Massoud Elsayed Moussa Abdelnaby Abdellatif Sabry Eid Mohamed Abouelyazeid Metawa Abouelkhir |